# الزيني
قرية الزيني هي إحدى القرى التابعة لمركز أبو حمص في محافظة البحيرة في جمهورية مصر العربية. حسب إحصاءات سنة 2006، بلغ إجمالي السكان في الزيني 8489 نسمة، منهم 4360 رجل و4129 امرأة.